# Karpatendeutscher Verein
Der Karpatendeutsche Verein hat etwa 4800 Mitglieder, die hauptsächlich in der Slowakei leben. Sie sind von den ehemals 130.000 Karpatendeutschen die letzten, die deutsch sprechen oder sich selbst als Deutsche identifizieren. Der Verein setzt sich für die Rechte der Deutschen in der Slowakei ein. Er fördert den Deutschunterricht für Kinder und Erwachsene, veranstaltet Feste und publiziert die einzige deutsche Zeitung in der Slowakei: Karpatenblatt.
Namensgebend für die Karpatendeutschen sind die Karpaten, welche sich über die Slowakei, Tschechien, Polen, Ungarn, Rumänien und die Ukraine erstrecken.